# Coperion
Die Coperion GmbH ist ein deutsches Unternehmen mit Hauptsitz in Stuttgart, im Stadtteil Feuerbach. Das Unternehmen teilt sein Angebot in drei Bereiche ein: Compounding & Extrusion, Materials Handling und Service. Zum Produktangebot gehören Compoundieranlagen und Schüttgutanlagen für die Kunststoff-, Chemie-, Nahrungsmittel- und Aluminiumindustrie. Vorsitzender der Geschäftsführung ist Ulrich Bartel.

## Geschichte

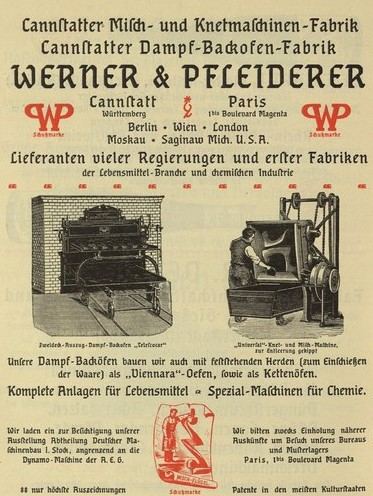
Weltausstellung Paris 1900

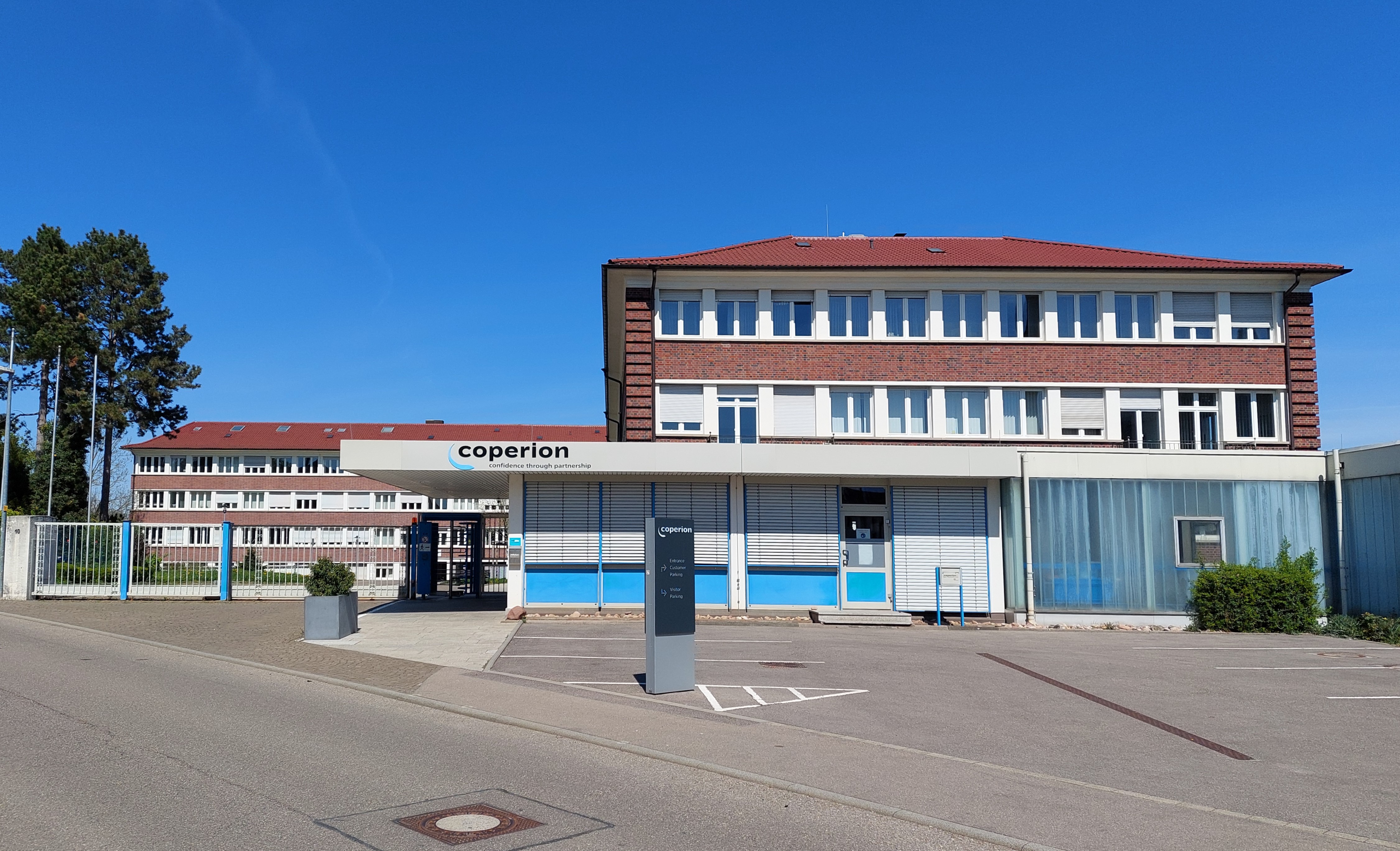
Werkszufahrt in Stuttgart-Feuerbach

Coperion wurde vom Schweizer Industrieunternehmen Georg Fischer im Jahr 2000 als Tochterunternehmen gegründet. Das Schaffhauser Unternehmen verselbständigte damit seine Division Anlagenbau. Das nahe gelegene Konstanz wurde zum Hauptsitz der Coperion Holding GmbH. Die Londoner West Pivate Equity Ltd und die Westdeutsche Landesbank waren Minderheitsaktionäre. Georg Fischer brachte die eigenen Unternehmensgruppen Waeschle und Buss sowie die von Thyssenkrupp neu erworbene Werner & Pfleiderer in die Coperion ein. Es entstand damit ein Anbieter von Systemen und Komponenten für die Kunststoffverarbeitung mit 2000 Mitarbeitenden und rund 400 Mio. Euro Umsatz und regionalen Schwerpunkten in Deutschland, der Schweiz, USA und Indien.
Von 2006 bis 2007 hat Georg Fischer das Tochterunternehmen Coperion Schritt für Schritt an die britische Beteiligungsgesellschaft Lyceum Capital von West Pivate Equity abgestoßen. 2008 stieß die Hartmann Fördertechnik GmbH in Offenbach am Main zur Coperion. Im Oktober 2012 übernahm der US-Industriekonzern Hillenbrand das Unternehmen. Coperion beschäftigte 2014 weltweit rund 2500 Mitarbeiter, davon 1200 in Deutschland.
Das Unternehmen ist Weltmarktführer für Extrusions- und Compoundiersysteme, Schüttgutanlagen, Komponenten und Services. 75 % des Umsatzes wurden 2019 im Ausland erwirtschaftet.

### Fusion mit K-Tron
Bereits im Jahr 2010 wurde auch die Firma K-Tron auch von der Hillenbrand, Inc. übernommen. Drei Jahre später, 2013, fusionierte K-Tron mit Coperion, einem Spezialisten für Compounding- und Extrusionstechnologien. Seitdem firmiert diese Sparte unter dem Namen Coperion K-Tron.

### Vorgängerunternehmen Georg Fischer
Georg Fischer gehört zu den wichtigsten Industrieunternehmen der Schweiz zurückgehend auf den Erwerb einer Mühle in Schaffhausen durch Johann Conrad Fischer im Jahr 1802. Seit 1861 heißt das Unternehmen Georg Fischer. Nach der Verselbständigung der Division Anlagenbau im Jahr 2000, aus der die Coperion entstand, fokussiert sich Georg Fischer heute auf Rohrleitungssysteme, Komponenten für die Fahrzeugindustrie, Werkzeug- und Formenbau sowie Präzisionsteile. 

### Vorgängerunternehmen Buss
Das Stahlbau- und Maschinenbau-Unternehmen Albert Buss & Cie. wurde 1884 von Albert Buss in Basel gegründet. 1894 wurde die Produktion in den Vorort Pratteln auf das heute so genannte Buss-Areal verschoben. Die Division Buss Compounding Systems AG wurde 2001 zusammen mit anderen Unternehmen zur Coperion-Gruppe fusioniert und firmierte als Coperion Buss AG. 2006 wurde sie als Buss AG durch ein Management-Buy-Out wieder selbständig.

### Vorgängerunternehmen Werner & Pfleiderer
Im Jahre 1880 gründeten Hermann Werner (1848–1906) und Paul Pfleiderer (1848–1903) in Cannstatt die Firma „Werner & Pfleiderer“ – Knet- und Mischmaschinenfabrik, die nach Paul Pfleiderers Patent Teig- und Wurstknetmaschinen produzierte. 1878 hatte Paul Pfleiderer das 1877 erteilte Patent von dem Erfinder Paul Freyburger aus Stuttgart für 900 Mark (für alle Zeit und in allen Ländern) übernommen. 1985 übernahm die Friedrich Krupp GmbH aus Essen 50,1 % der Maschinenfabrik Werner & Pfleiderer GmbH. & Co.

## Produkte
Das Hauptprodukt des Competence Centers Compounding & Extrusion ist der zweiwellige Schneckenkneter (ZSK), ein gleichsinnig drehender, dichtkämmender Doppelschneckenextruder zur Kunststoffherstellung, -veredelung und -aufbereitung. Basierend auf einem Patent der Bayer AG, Leverkusen wurde seit den 1960er Jahren die kontinuierliche Weiterentwicklung der Produktreihe betrieben. Heute sind die Baugrößen ZSK 18 bis ZSK 420 (Schneckendurchmesser 18 mm bis 420 mm) erhältlich. Die Durchsatzleistung der Maschinen variiert je nach Baugröße von einem Kilogramm pro Stunde bis hin zu über 80 Tonnen pro Stunde.
Das Competence Center Materials Handling ist spezialisiert auf die Aufbereitung und Handhabung von Schüttgütern mit allen Prozessschritten vom Fördern und Sichten über das Mischen und Lagern bis hin zum Dosieren und thermischen Behandeln der Produkte. Schüttgutkomponenten wie Zellenradschleusen, Verteilerorgane, Absperrschieber usw. runden das Portfolio ab. Mehr als 8.000 Anlagen mit Jahreskapazitäten zwischen <5.000 t und >500.000 t wurden bislang weltweit realisiert.
Das Competence Center Service bietet für alle Maschinen und Anlagen der Coperion GmbH die dazugehörigen Dienstleistungen an: Von der Installation und Inbetriebnahme über die Instandhaltung, Service-Beratung, Ersatzteilservice, Schulung bis hin zu Modernisierungsangeboten.